# Golden Globe per il miglior documentario
Il Golden Globe per il miglior documentario venne assegnato al miglior documentario dalla HFPA (Hollywood Foreign Press Association). È stato assegnato nel 1954 e dal 1973 al 1977.

## Vincitori e candidati
L'elenco mostra il vincitore di ogni anno, seguito dagli altri candidati. Per ogni film sono indicati titolo italiano (se disponibile), titolo originale e regista.

### 1950
- 1954
  - A Queen Is Crowned (A Queen Is Crowned), regia di Christopher Fry

### 1970
- 1973
  - Elvis on Tour (Elvis on Tour), regia di Robert Abel e Pierre Adidge
  - Walls of Fire (Walls of Fire), regia di Herbert Kline e Edmund Penney
  - Marjoe (Marjoe), regia di Sarah Kernochan e Howard Smith
  - Russia (Russia ), regia di Theodore Holcomb e Kira Muratova
  - Sapporo Orinpikku (Sapporo Orinpikku), regia di Masahiro Shinoda
- 1974
  - Ciò che l'occhio non vede (Visions of Eight), regia di Miloš Forman, Claude Lelouch, Yuri Ozerov, Mai Zetterling, Kon Ichikawa, John Schlesinger, Arthur Penn e Michael Pfleghar
  - Love (Love )
  - The Movies That Made Us (The Movies That Made Us)
  - The Second Gun (The Second Gun), regia di Gérard Alcan
  - Wattstax (Wattstax), regia di Mel Stuart
- 1975
  - Animals Are Beautiful People (Animals Are Beautiful People), regia di Jamie Uys
  - Birds Do It, Bees Do It (Birds Do It, Bees Do It), regia di Nicolas Noxon e Irwin Rosten
  - Hearts and Minds (Hearts and Minds), regia di Peter Davis
  - I Am a Dancer (I Am a Dancer), regia di Pierre Jourdan
  - Janis (Janis), regia di Howard Alk
- 1976
  - Youthquake! (Youthquake!), regia di Max B. Miller e Bob Grant
  - Brother, Can You Spare a Dime? (Brother, Can You Spare a Dime?), regia di Philippe Mora
  - The Gentleman Tramp (The Gentleman Tramp), regia di Richard Patterson
  - Mustang: The House That Joe Built (Mustang: The House That Joe Built), regia di Robert Guralnick
  - The Other Half of the Sky: A China Memoir (The Other Half of the Sky: A China Memoir), regia di Shirley MacLaine e Claudia Weill
  - UFOs: Past, Present, and Future (UFOs: Past, Present, and Future), regia di Bob Emenegger
- 1977
  - Altars of the World (Altars of the World), regia di Lew Ayres
  - The Memory of Justice (The Memory of Justice), regia di Marcel Ophüls
  - People of the Wind (People of the Wind), regia di Anthony Howarth
  - Hollywood... Hollywood (That's Entertainment, Part II), regia di Gene Kelly
  - Wings of an Eagle (Wings of an Eagle)